# Charles Kendall Adams
Charles Kendall Adams (Derby, 24 gennaio 1835 – Redlands, 26 luglio 1902) è stato uno storico statunitense.
Professore all'Università del Michigan dal 1867, fu uno dei pionieri della storiografia americana, allora ai primi passi, favorendo la conoscenza dei metodi tedeschi.

## Biografia
Studiò con Andrew Dickson White, primo presidente della Università di Cornell, all'Università del Michigan, ove si laureò nel 1861. Fu quindi assistente di latino e storia nella medesima Università dal 1863 al 1867 e professore titolare dal 1867 al 1885. Avendo studiato in Germania, Francia ed Italia nel 1867 e nel 1868, egli applicò il metodo di studio appreso in Germania e nel 1869 e nel 1870 istituì un seminario storico che si dimostrò di grande utilità per promuovere gli studi storici e le scienze politiche. Nel 1881 divenne professore non residente di storia alla Cornell University e nel 1885 succedette a White nella presidenza di quell'Università.
Dovette però dimettersi dalla Cornell a causa del dissidio con la facoltà sugli onorari e sul controllo degl'incarichi.
Nel 1890 fu presidente dell' American Historical Association . nel 1892 fu eletto presidente della Università del Wisconsin, ove rimase fino al 1901. Morì il 26 luglio 1902.

## Opere
- Democracy and monarchy in France (1872)
- Manual of historical literature (1882)
- British Orations (1884)
- Christopher Columbus, His Life and Work (1892)